# Клинтън (окръг, Пенсилвания)
Вижте пояснителната страница за други значения на Клинтън.
Окръг Клинтън (на английски: Clinton County) е окръг в щата Пенсилвания, Съединени американски щати. Площта му е 2326 km², а населението - 38 998 души (2017). Административен център е град Лок Хейвън.